# Johan Oxenstierna (1557–1607)
Johan Gabrielsson Oxenstierna, född 1557, död 4 oktober 1607, var en svensk häradshövding, riksråd och befallningsman.

## Biografi
Johan Oxenstierna föddes 1557. Han var son till Gabriel Kristiernsson Oxenstierna och Beata Eriksdotter Trolle. Oxenstierna blev i november 1578 student vid Rostocks universitet och blev 1588 hovjunkare hos hertig Carl. Han blev 1592 riksråd och 2 januari 1596 häradshövding i Rönö härad. Oxenstierna blev 10 maj 1598 befallningsman i övre Östergötland Vad är det? och var 17 maj 1600 en av riksens domare i Linköpings stad. Han blev även befallningsman 16 juli 1600 på Stegeborg, samt i städerna Norrköpings stad och Söderköpings stad med dess län. Oxenstierna avled 1607 och begravdes i Riddarholmskyrkan i Stockholm, där hans brorson rikskanslern, greve Axel Oxenstierna låtit över honom och hans fru uppsätta ett marmorepitafium med latinsk påskrift.

### Egendom
Oxenstierna ägde Lindö i Sankt Johannes socken och Kåreholm i Rönö socken.

### Familj
Oxenstierna gifte sig med Christina Gylta (1563–1606), dotter till riddaren och riksrådet Bengt Bengtsson Gylta och Ingeborg Jakobsdotter Krumme.